# 張纂
張 纂（ちょう さん、生没年不詳）は、中国の北魏末から北斉にかけての軍人。字は徽纂。本貫は代郡平城県。

## 経歴
北魏の桑乾郡太守の張烈の子として生まれた。はじめ爾朱栄に仕え、後に爾朱兆の下で都督長史となった。爾朱兆の命により高歓への使者に立って、高歓との面識をえた。普泰元年（531年）、高歓が信都で起兵すると、劉誕が相州に拠ってはばんだ。ときに張纂も相州にいた。中興2年（532年）、高歓が相州を攻め落とすと、張纂は高歓の下で参丞相軍事となった。
高歓の側近として仕え、行台郎中に任ぜられ、寿張伯に封ぜられた。永熙3年（534年）、高歓が洛陽に赴き、趙郡公高琛が行台として晋陽を守ると、張纂は高琛の下で右丞となった。相府功曹参軍事に転じ、右光禄大夫に任ぜられた。柔然への使者に立ち、中外府従事中郎・丞相府従事中郎を歴任した。武定元年（543年）、邙山の戦いで多くの捕虜をえると、高歓は張纂に命じて鄴に送らせた。武安県伯に封ぜられた。
高歓の下で行台右丞となり、武定4年（546年）には玉壁の戦いに参加した。東魏軍が山東に帰還しようと晋州に達したとき、おりからの寒雨に遭い、兵士たちは飢え凍えて、死者を出すまでになった。晋州は辺禁をたてに入城させようとしなかった。張纂は別使としてこれに遭遇すると、開門させて兵士たちを城内に入れ、民家に分宿させて、火に当たらせて食事を給した。高歓はこのことを聞いて張纂を賞賛した。
武定5年（547年）、高澄が高歓の後を嗣ぎ、侯景が潁川で叛いて、西魏軍を招き入れた。張纂は南道行台となって、諸将を率いて侯景を討った。帰還すると、瀛州刺史に任ぜられた。後に太子少傅となった。天保5年（554年）、平原王段韶や行台尚書辛術らとともに東楚を包囲し、広陵・涇州の数城を落として、東方白額を斬った。張纂は儀同三司の位を受け、長城の建築を監督して、数千の兵で北の国境を守った。召還されて、護軍将軍に転じ、まもなく死去した。

## 伝記資料
- 『北斉書』巻25 列伝第17
- 『北史』巻55 列伝第43